# Wojsława Warcisławówna
Wojsława Warcisławówna (ur. ?, zm. 1172) – prawdopodobna córka Warcisława I, żona Przybysława, księcia czrezpieniańskiego, obodrzyckiego i meklemburskiego.

## Życiorys
Księżna znana jest z inskrypcji althofskiej oraz XIV-wiecznej Genealogii doberańskiej. Do dziś są to główne źródła, które poświadczają jej istnienie. W dawniejszej literaturze przedmiotu przedstawiano ją, jako córkę króla Norwegii (E. Kirchberg) lub córkę wareskiego księcia (F. Wigger). W tym ostatnim nawiązywano do normandzko-ruskiego, bądź ruskiego rodowodu. Edward Rymar, genealog w Rodowodzie książąt pomorskich odrzuca te filiacje na rzecz związków z Gryfitami i prawdopodobnego pokrewieństwa w I stopniu z Warcisławem I. Liczne argumenty badacza opierały się na przekazie Arnolda z Lubeki.
Według inskrypcji, która znajdowała się w zniszczonej kaplicy w Althof (łac. Antiqua Curia) w pobliżu Doberanu – Wojsława zmarła w 1172 i została pochowana w doberańskim klasztorze Cystersów. Ustna tradycja przekazuje informację, że księżna wraz z mężem była fundatorką klasztoru, który powstał w latach 1170–1171 oraz krzewicielką chrześcijaństwa na dworze męża.

## Rodzina
Mężem Wojsławy był przypuszczalnie Przybysław, książę czrezpieniański (1160), obodrzycki (1167) i meklemburski (1170). Ze związku małżeńskiego księżna miała jednego poświadczonego źródłowo syna. Był nim prawdopodobnie:
- Henryk Borwin I (ur. ok. 1140–1150 (1145?), zm. 28 stycznia 1227) – książę meklemburski[4].

### Genealogia
| Świętobor? ur. ? zm. ? | Świętobor? ur. ? zm. ? |                                                   |                                                   | NN ur. ? zm. ? | NN ur. ? zm. ? |  |  | NN ur. ? zm. ? | NN ur. ? zm. ? |                     |                     | NN ur. ? zm. ? | NN ur. ? zm. ? |
|                        |                        |                                                   |                                                   |                |                |  |  |                |                |                     |                     |                |                |
|                        |                        |                                                   |                                                   |                |                |  |  |                |                |                     |                     |                |                |
|                        |                        | p. Warcisław I ur. ok. 1091 zm. najp. 9 VIII 1135 | p. Warcisław I ur. ok. 1091 zm. najp. 9 VIII 1135 |                |                |  |  |                |                | Ida? ur. ? zm. 1136 | Ida? ur. ? zm. 1136 |                |                |
|                        |                        |                                                   |                                                   |                |                |  |  |                |                |                     |                     |                |                |
|                        |                        |                                                   |                                                   |                |                |  |  |                |                |                     |                     |                |                |
|                        |                        |                                                   |                                                   |                |                |  |  |                |                |                     |                     |                |                |

|  |  | Przybysław? ur. ? zm. 30 XII 1178 OO w okr. 1140–1150 (1145?) | Przybysław? ur. ? zm. 30 XII 1178 OO w okr. 1140–1150 (1145?) | Wojsława Warcisławówna (ur. ?, zm. 1172)     | Wojsława Warcisławówna (ur. ?, zm. 1172) |  |  |  |  |
|  |  |                                                               |                                                               |                                              |                                          |  |  |  |  |
|  |  |                                                               |                                                               |                                              |                                          |  |  |  |  |
|  |  |                                                               |                                                               |                                              |                                          |  |  |  |  |
|  |  |                                                               |                                                               | Henryk Borwin I? ur. 1140–1150 zm. 28 I 1227 |                                          |  |  |  |  |